# Gulskaftad klockmossa
Gulskaftad klockmossa (Encalypta ciliata) är en bladmossart som beskrevs av Hedwig 1801. Gulskaftad klockmossa ingår i släktet klockmossor, och familjen Encalyptaceae. Inga underarter finns listade i Catalogue of Life.